# Чемпионат Украины по борьбе 2022
Чемпионат Украины по борьбе 2022 года (укр. Чемпіонат України з боротьби 2022) проходил в столице Украине в городе Киев с 21 по 23 января.

## Командный рейтинг
| Место | Вольная борьба      | Вольная борьба | Женская борьба            | Женская борьба |
| Место | Команда             | Очки           | Команда                   | Очки           |
| ----- | ------------------- | -------------- | ------------------------- | -------------- |
| 2     | Киев                | 99             | Донецкая область          | 122            |
| 2     | Одесская область    | 94             | Херсонская область        | 111            |
| 3     | Харьковская область | 65             | Ивано-Франковская область | 87             |

## Медалисты

### Вольная борьба
| Категория | Золото                                    | Серебро                                    | Бронза                                                                        |
| --------- | ----------------------------------------- | ------------------------------------------ | ----------------------------------------------------------------------------- |
| До 57 кг  | Андрей Яценко · Киев                      | Камиль Керимов · Харьковская область       | Владислав Абрамов · Киев Георгий Казанджи · Одесская область                  |
| До 61 кг  | Тарас Маркович · Киев                     | Владимир Буруков · Одесская область        | Валентин Григоришин · Черниговская область Никита Абрамов · Киев              |
| До 65 кг  | Эрик Арушанян · Херсонская область        | Василий Шуптар · Житомирская область       | Артем Кривенко · Полтавская область Андрей Свирид · Ивано-Франковская область |
| До 70 кг  | Вадим Цуркан · Киевская область           | Максим Лавров · Херсонская область         | Нарек Погосян · Киевская область Никита Зубаль · Одесская область             |
| До 74 кг  | Семён Радулов · Одесская область          | Тимур Гудима · Киев                        | Вадим Куриленко · Киевская область Зелимхан Тогузов · Киев                    |
| До 79 кг  | Василий Михайлов · Одесская область       | Рустам Русуев · Хмельницкая область        | Вадим Караваев · Донецкая область Адлан Батаев · Харьковская область          |
| До 86 кг  | Мухаммед Алиев · Харьковская область      | Хасан Закариев · Одесская область          | Алфес Долидзе · Полтавская область Владислав Прус · Киев                      |
| До 92 кг  | Денис Сагалюк · Ивано-Франковская область | Денис Биков · Полтавская область           | Андрей Власов · Киев Мраз Джафарян · Харьковская область                      |
| До 97 кг  | Магомед Закариев · Одесская область       | Мураз Мчедлидзе · Днепропетровская область | Виктор Антипенко · Николаевская область Иван Примаченко · Полтавская область  |
| До 125 кг | Даниил Картавый · Харьковская область     | Юрий Песняк · Львовская область            | Олег Иванов · Запорожская область Исмаил Бунятов · Днепропетровская область   |

### Женская борьба
| Категория | Золото                                       | Серебро                                        | Бронза                                                                       |
| --------- | -------------------------------------------- | ---------------------------------------------- | ---------------------------------------------------------------------------- |
| До 50 кг  | Татьяна Профатилова · Донецкая область       | Яна Сорока · Львовская область                 | Анна Войтова · Хмельницкая область Диана Лац · Волынская область             |
| До 53 кг  | Кристина Береза · Ивано-Франковская область  | Наталья Кливчуцка · Херсонская область         | Лилия Горишна · Волынская область Лилия Маланчук · Киевская область          |
| До 55 кг  | Александра Хоменец · Львовская область       | Анастасия Кравченко · Днепропетровская область | Альбина Рилля · Харьковская область Александра Федоренко · Донецкая область  |
| До 57 кг  | Алина Грушина · Киевская область             | Амина Пономарева · Киевская область            | Виктория Коляденко · Житомирская область                                     |
| До 59 кг  | Соломия Винник · Черниговская область        | Юлия Пахнюк · Ивано-Франковская область        | Лолита Волошина · Донецкая область Юлия Лисовская · Херсонская область       |
| До 62 кг  | Илона Прокопевнюк · Днепропетровская область | Антонина Кулагина · Херсонская область         | Юлия Лесковец · Киевская область Екатерина Зеленых · Донецкая область        |
| До 65 кг  | Татьяна Рыжко · Херсонская область           | Галина Алексеевская · Донецкая область         | Анна Поштар · Киевская область Оксана Гергель · Волынская область            |
| До 68 кг  | Алла Белинская · Херсонская область          | Анастасия Лавренчук · Житомирская область      | Оксана Чудик · Львовская область Евгения Седых · Донецкая область            |
| До 72 кг  | Анастасия Алпеева · Волынская область        | Ирина Заблоцкая · Ивано-Франковская область    | Дарина Варемчук · Волынская область Вероника Загладько · Житомирская область |
| До 76     | Анастасия Осняч · Днепропетровская область   | Романа Вовчак · Днепропетровская область       | Инна Бугай · Ровненская область Людмила Павловец · Ровненская область        |